# Androcharta hoffmannsi
Androcharta hoffmannsi là một loài bướm đêm thuộc phân họ Arctiinae, họ Erebidae.